# 니시하라정
니시하라정(일본어: 西原町)은 일본 오키나와현 오키나와섬 중부를 차지하는 나카가미군의 정이다. 나하시에서 북동쪽으로 약 10km 정도 떨어진 위치에 있다.

## 개요
슈리(류큐 왕국 시대의 중심지)의 북쪽(방언으로는 "니시(서쪽)". 오키나와 방언에서는 북쪽과 서쪽이 혼동되는 일이 있다.)에 위치한 것이 명칭의 유래이다. 1944년 5월부터 일본군에 의해 해안 매립지에 "오키나와 동부 비행장(오나하 비행장)"의 건설이 시작되었지만 도중에 중단되었다. 이후 미군에 접수되어 니시하라 비행장으로 사용되었지만 훗날 반환되어 현재는 석유 정제 공장, 주택지, 사탕수수 밭 등이 되어 있다. 그 때문에 현재 이곳에는 미군 시설이 존재하지 않는다.
전쟁 전에는 벼농사가 중심이었지만 전후에는 사탕수수 산업 등이 발달해 사탕수수의 명산지가 되었고 예전에는 신추토 산업이 보유한 오키나와현 중남부 최대 규모의 제당 공장이 있었다.
정내에는 현내 유일의 국립대학인 류큐 대학과 사립대학인 오키나와 크리스트교 가쿠인 대학, 오키나와 크리스트교 단기 대학 등 3개의 대학이 입지한다.

## 지리
오키나와섬 중부의 동해안에 위치한다.

### 인접한 자치체
- 나하시
- 우라소에시
- 기노완시
- 하에바루정
- 요나바루정
- 나카구스쿠촌

## 역사
- 1908년 4월 1일 - 도서정촌제 시행으로 니시하라촌이 성립하였다.
- 1945년 6월 - 오키나와 전투로 주민의 약 절반이 사망하였다.
- 1959년 - 미군 니시하라 비행장이 일본 측에 반환되었다.
- 1979년 4월 1일 - 정으로 승격해 니시하라정이 되었다.
- 1979년 - 류큐 대학이 나하시에서 이전하였다.
- 1987년 10월 8일 - 오키나와 자동차도가 개통하였다.
- 1989년 - 오키나와 크리스트교 단기 대학이 나하시에서 이전하였다.
- 2000년 6월 28일 - 나하 공항 자동차도가 개통하였다.

## 교육
- 류큐 대학
- 오키나와 크리스트교 가쿠인 대학
- 오키나와 크리스트교 단기 대학

## 교통

### 도로
- 오키나와 자동차도
- 나하 공항 자동차도
- 국도 329호선